# Chiesa di San Martino Vescovo (Capergnanica)
La chiesa di San Martino Vescovo è la parrocchiale di Capergnanica, in provincia di Cremona e diocesi di Crema; fa parte della zona pastorale sud. 

## Storia
Presumibilmente il primo luogo di culto di Capergnanica venne fondato nel XV secolo; da un documento del 1465 si apprende che il giuspatronato apparteneva al prevosto della pieve di San Martino di Palazzo Pignano, mentre nel 1479 la chiesa risultava retta da un sacerdote secolare.
In un atto del 1531 si apprende che il giuspatronato era stato acquisito nel frattempo all'arcidiacono del duomo di Crema; alcuni decenni dopo, la parrocchia passò dalla diocesi di Piacenza a quella di Crema, eretta con la bolla Super Universas da papa Gregorio XIII l'11 aprile 1580 e nel 1583 la chiesa venne visitata da monsignor Gerolamo Regazzoni, vescovo di Bergamo, che rilevò la presenza anche dei tre oratori di Sant'Antonino, di San Bartolomeo e di Santa Maria del Pilastrello.
Nel 1712 la chiesa venne ampliata, come ordinato dal vescovo di Crema Faustino Giuseppe Griffoni durante la sua visita pastorale; come specificato nello Status animarum diocesi di Crema, nel 1752 i fedeli ammontavano a 1137, mentre nel 1822 risultavano saliti a 1216.
Sul finire dell'Ottocento la parrocchiale venne elevata a sede di un vicariato, nel quale confluirono anche le parrocchie di Bolzone, Ombriano, Sabbioni e Passarera.
Il 16 marzo 1952 iniziarono i lavori di rifacimento della chiesa, condotti su progetto dell'ingegner Michele Gelera; l'opera venne portata a compimento nel 1953 e benedetta nel novembre di quell'anno dal vescovo di Bergamo Giuseppe Piazzi.
Con la riorganizzazione territoriale della diocesi decretata nel 1970 dal vescovo Carlo Manziana, il vicariato di Capergnanica fu soppresso e la parrocchia confluì dapprima nella zona pastorale Ovest e poi successivamente nella zona pastorale Sud.

## Descrizione

### Esterno
La facciata della chiesa, rivolta a occidente e scandita da quattro lesene sorreggenti tre archi a tutto sesto, presenta centralmente il portale d'ingresso, sormontato dal rosone, e una trifora caratterizzata da una raffigurazione sacra, mentre ai lati vi sono due nicchie con statue e due bifore.
Annesso alla parrocchiale è il campanile a base quadrata, la cui cella presenta su ogni lato una monofora affiancata da lesene ed è coperta dal tetto a quattro falde. 

### Interno
L'interno dell'edificio si compone di un'unica navata, sulla quale si affacciano le cappelle laterali, introdotte da archi a tutto sesto, e le cui pareti sono scandite da paraste sorreggenti la trabeazione modanata e aggettante sopra la quale si imposta la volta a botte lunettata; al termine dell'aula si sviluppa il presbiterio, rialzato di quattro gradini e chiuso dall'abside di forma semicircolare.